# Belgoo Bio
Belgoo Bio is een Belgisch biologisch bier van hoge gisting.
Het bier wordt gebrouwen in Brasserie La Binchoise te Binche. De bieren zijn ontwikkeld door Jo Van Aert van bierfirma Belgoobeer en worden door hemzelf gebrouwen bij Brasserie La Binchoise.
Oorspronkelijk heette dit bier Bioloo, maar in 2014 werd de naam gewijzigd in Belgoo Bio, naar analogie met de andere Belgoo-bieren.

## Varianten
- Belgoo Bio Amber (voorheen Bioloo Amber), amberkleurig bier met een alcoholpercentage van 7,8%
- Belgoo Bio Blond (voorheen Bioloo Blond), blond bier met een alcoholpercentage van 6,4%

## Onderscheidingen
- In 2011 won Bioloo Blond een gouden medaille op Mondial de la bière te Straatsburg.[1]

## Galerij

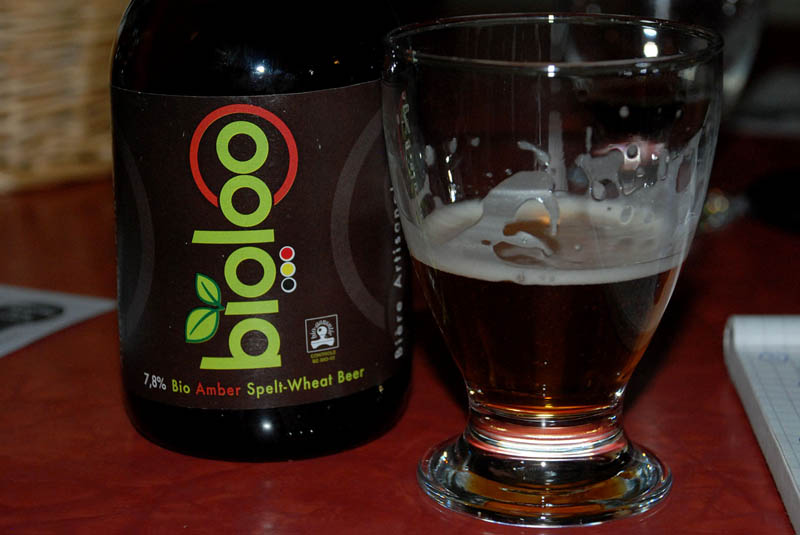
Bioloo Amber met eerste etiket
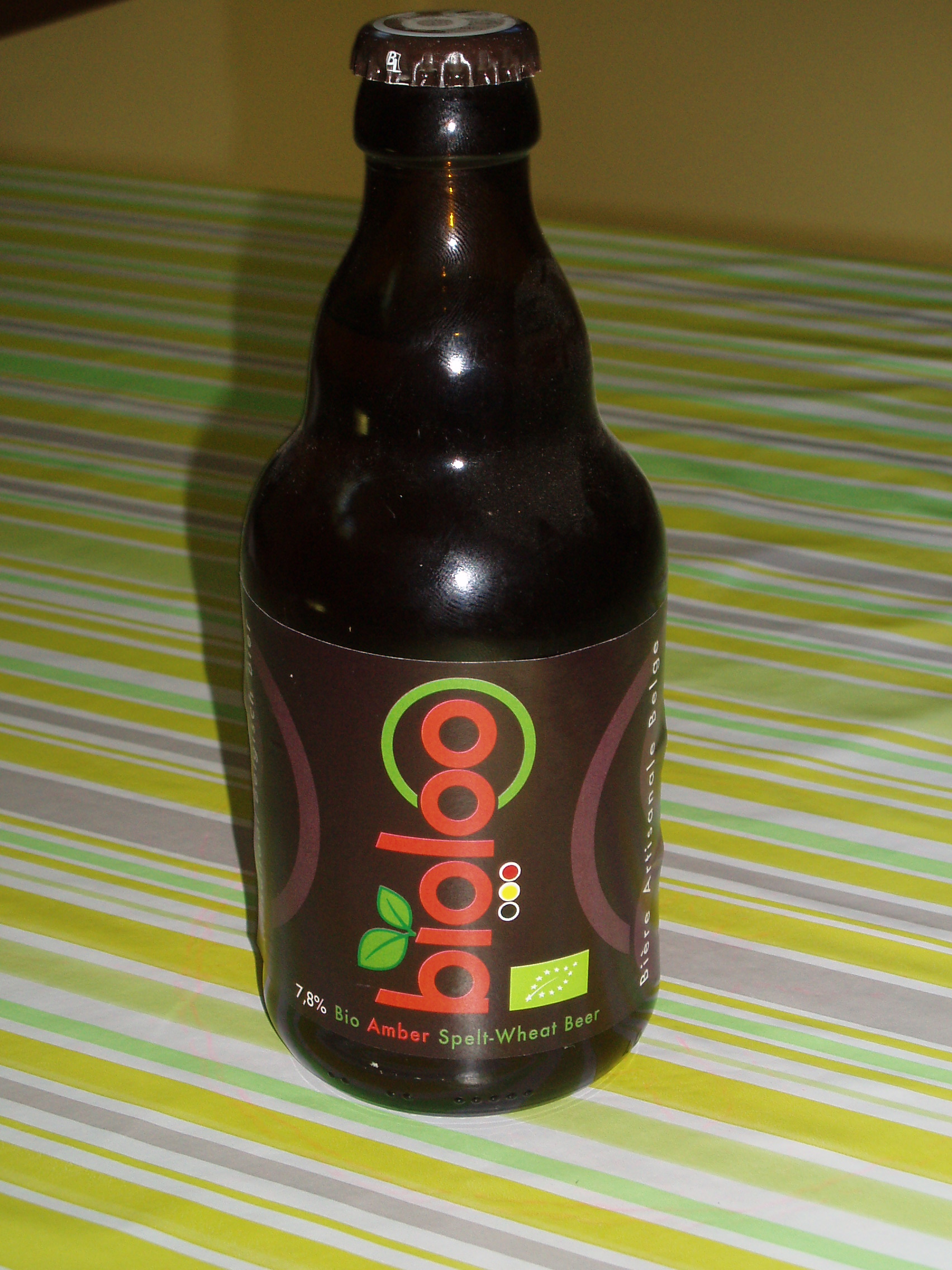
Bioloo Amber met latere etiket
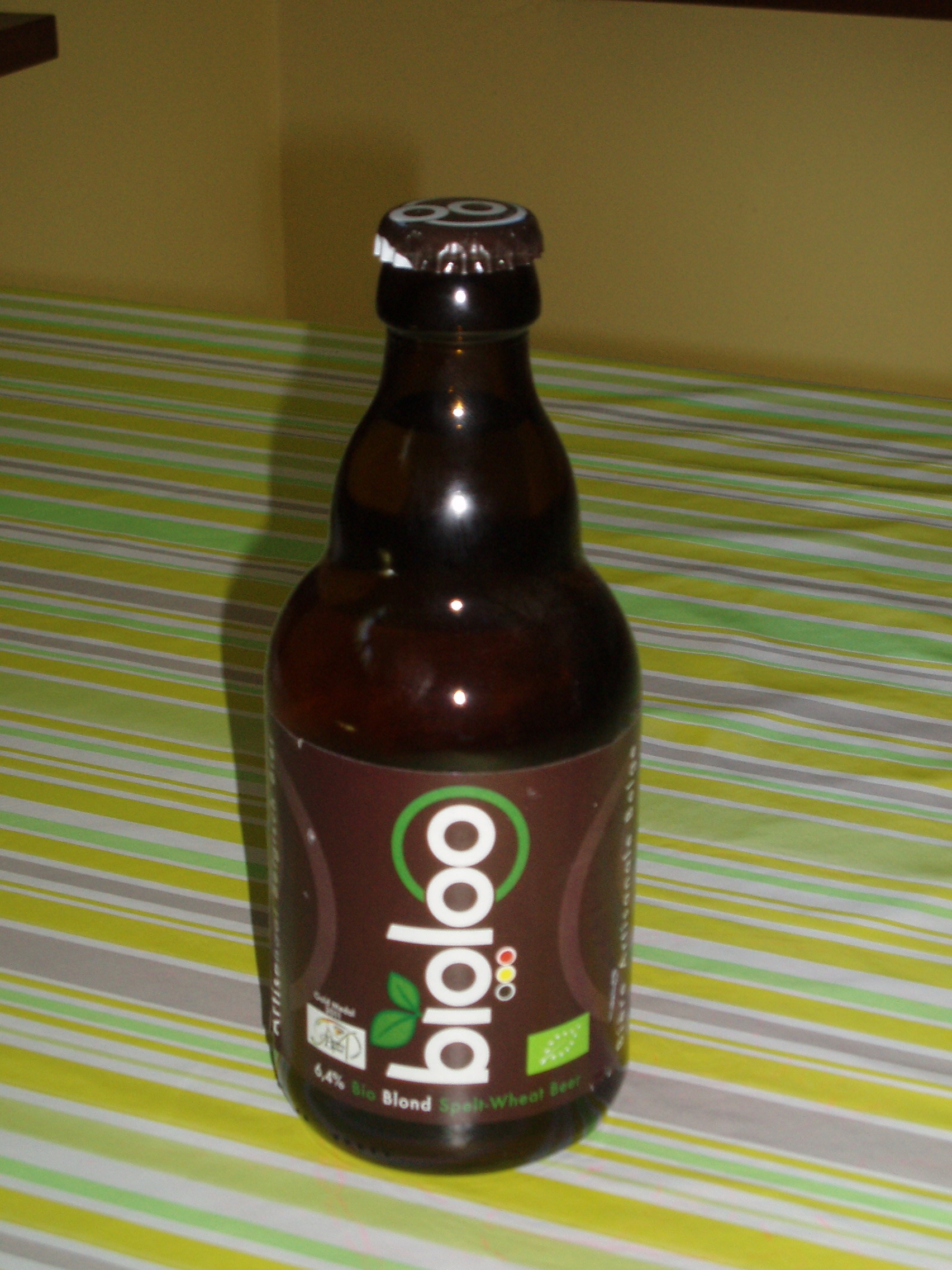
Bioloo Blond